# Matsuda Masatoshi
Masatoshi Matsuda (sinh ngày 4 tháng 9 năm 1980) là một cầu thủ bóng đá người Nhật Bản.

## Sự nghiệp câu lạc bộ
Masatoshi Matsuda đã từng chơi cho FC Tokyo, Yokohama FC, Ventforet Kofu, Montedio Yamagata, Kyoto Purple Sanga, Blaublitz Akita và Tochigi SC.